# Coenonympha exommatica
Coenonympha exommatica är en fjärilsart som beskrevs av Hans Rebel 1910. Coenonympha exommatica ingår i släktet Coenonympha och familjen praktfjärilar. Inga underarter finns listade i Catalogue of Life.